# Colón (Cuba)
Colón es un municipio y una ciudad cubana de la provincia de Matanzas.

## Geografía
El municipio limita al norte y nordeste con Martí, al sur con Calimete, al sur y sureste con Jagüey Grande, al oeste y noroeste con Perico, y al este con Los Arabos. Tiene una extensión territorial de 597 km² y una población de 69 881 habitantes. 
Está dividida en los barrios de Agüica, Este, Guareiras, Jacán, Laguna Grande, Oeste y Palmillas.

## Historia
La ciudad se fundó el 8 de agosto de 1836 con el nombre de Nueva Bermeja, por ser este el del corral en que se estableció cerca de unas lomitas que hay por el lado norte y sobre terreno llano. En 1855 se convirtió en término jurisdiccional y cambió el nombre por el de Colón, siendo la única villa cubana en llevar el apellido del Almirante Don Cristóbal. En 1846 ya había 17 casas de madera y tejas y otras tantas de guano, con una población de 189 personas; según el cuadro estadístico, que en 1861 se habían trazado en 1593 habitantes.
En 1851 se construyó un paradero del ferrocarril; en 1855 una alcaldía mayor que durante algún tiempo funcionó en Cárdenas a causa de la carencia de local, hasta 1856 en que también vino el juzgado. El gobernador de Cárdenas Andríani puso el mayor empeño en la urbanización y gracias a ese celo en 1857 existían ya cinco calles rectilíneas de viviendas, habiendo substituido la vieja ermita por una iglesia de mampostería espaciosa y bella, bajo la advocación de San José.
Por Orden Real se estableció una Alcaldía Mayor el 19 de agosto de 1855. La primera Junta Municipal se constituyó el 10 de septiembre de 1858, creándose conjuntamente las Capitanías pedáneas de Ceja de Pablo, Hanabana, Macurijes, Macagua, Desengaño, Reparto Libertad, Río Piedra, Jiquimas y Palmillas, incorporándose más tarde la primera a Sagua y las restantes a Colón.
En 1857 se celebró la primera exposición industrial y agrícola, cuyos gastos sufragó el hacendado Fernando Diago, quien asimismo costeó el edificio destinado a cárcel y cuyos trabajos comenzaron en 1858. El 27 de abril de 1859 fue creado este ayuntamiento, segregándose de Palmillas. En este mismo año se le otorgó a Colón el título de villa.
En 1902 se le anexaron algunos barrios al municipio. A medida que esta ciudad ha ido creciendo, ha disminuido el término, no solo por el engrandecimiento y absorción de esta cabecera, sino también por el crecimiento de los barrios circunvecinos, que han llegado a reunir la población suficiente para erigirse en términos municipales propios. La jurisdicción de Colón es una de las grandes de la isla. Colón llegó a ser una ciudad plena de atractivos y situada al pie de la Carretera Central y centro, al mismo tiempo, de una importante red de ferrocarriles.

## Arquitectura
La ciudad de Colón desde su fundación el 8 de agosto de 1836 ha transitado por diferentes estilos arquitectónicos, algunos de ellos en construcciones puntuales y otras que fueron emblemáticas en diferentes etapas, pero que dejaron una impronta muy marcada, que identifica a esta hermosa villa y que van desde el neoclasicismo, pasando por el Balloum Frame, ecléctico, art nouveau, art déco, hasta el racionalismo. Se puede apreciar en sus calles, los bien marcados y diversos estilos de sus edificaciones. El máximo esplendor del neoclasisismo se puede admirar en el templo católico fundado el 8 de diciembre de 1872 y en la sede del Ayuntamiento. A fines de la década de 1880, como nota atípica y fuera del trazado de la población, se construyó la Quinta de Tirso Mesa, un ejemplo irrefutable de la introducción del Balloum Frame y del fenómeno de transculturación en nuestra arquitectura, actualmente esta construcción ya desapareció pero dejó una marca en la población que aún la recuerda por su belleza. La introducción del eclecticismo en la arquitectura colombina se efectuó con la construcción de la Escuela de Artes y Oficios, levantada entre el 16 de octubre de 1911 y el 28 de noviembre de 1912, aunque no se renuncia a algunos códigos neoclásicos, dentro de este estilo se pueden mencionar otras construcciones tales como: La Ferrolana, Escuela Provincial de Agricultura (hoy Instituto Politécnico de la Salud Mario Muñoz), etc. El período de 1930 a 1959, significó mucho para la ciudad por dos causas fundamentales: en 1930 se inauguró el tramo de la carretera central Habana-Santa Clara y el ascenso a la alcaldía de José Manuel Gutiérrez Planes (1927-1933), bajo cuyo mandato se evidencia en Colón un gran desarrollo urbanístico y aparecen joyas arquitectónicas como el Hotel Nuevo Continental (1937) y da lugar un nuevo estilo arquitectónico en la ciudad, el art déco, siendo el Teatro Canal su máximo exponente. Entre 1948 a 1959, el racionalismo hace su entrada en la ciudad y sus mejores exponentes pueden verse en los hoteles Santiago-Habana y Gran Caridad.

## Comercio, cultura y economía
El parque de la Libertad se construyó en 1892, y se conocía con el nombre de Plaza de recreo. Se erigió una estatua del Almirante Cristóbal Colón, rodeada de cuatro leones. Edificios, monumentos, y construcciones: La escuelar "Luz Caballero"; la cárcel pública, la Escuela de Artes y Oficios; el Parque Infantil; los monumentos a Estrada Palma, Antonio Maceo, Máximo Gómez, Carlos Manuel de Céspedes y, a José Miguel Gómez; el hotel Nuevo Continental; el edificio del Liceo; el edificio del Casino Español; el bello y arcaico Templo Católico; el edificio del colegio Hispano Americano; el templo de la Iglesia Bautista de Colón; la Plaza del Mercado; la Logia "Hijos del Templo" y el edificio de la Escuela "Martí".

## Galería

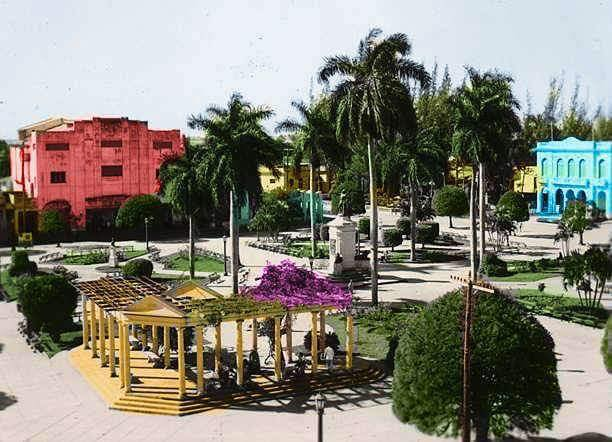
Colón Liberty Park Founded in 1892
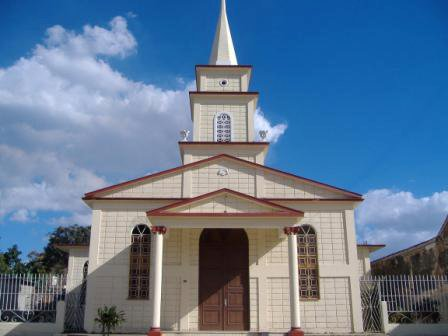
Iglesia Bautista de Colón
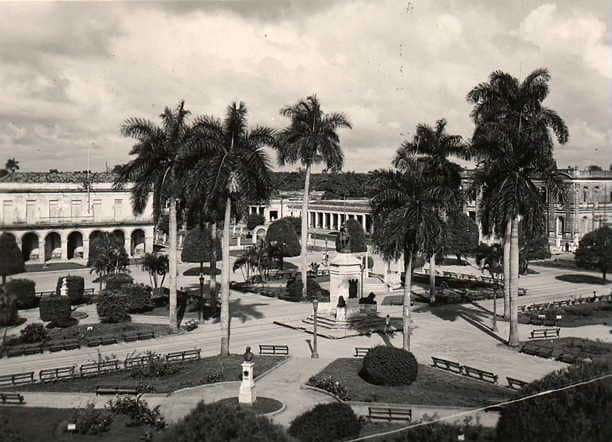
Liberty Park in Colón City circa 1940
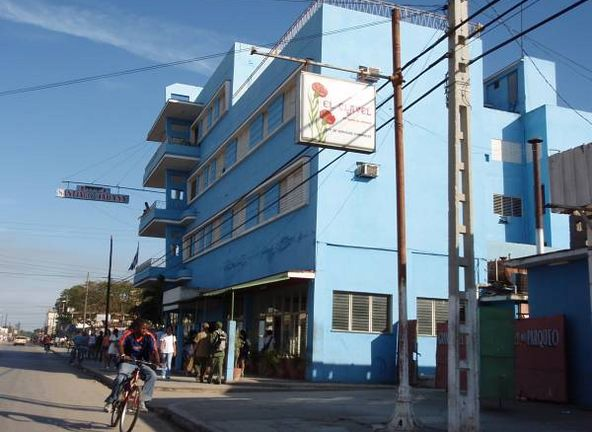
Santiago-Havana Hotel in Colón, Matanzas Cuba
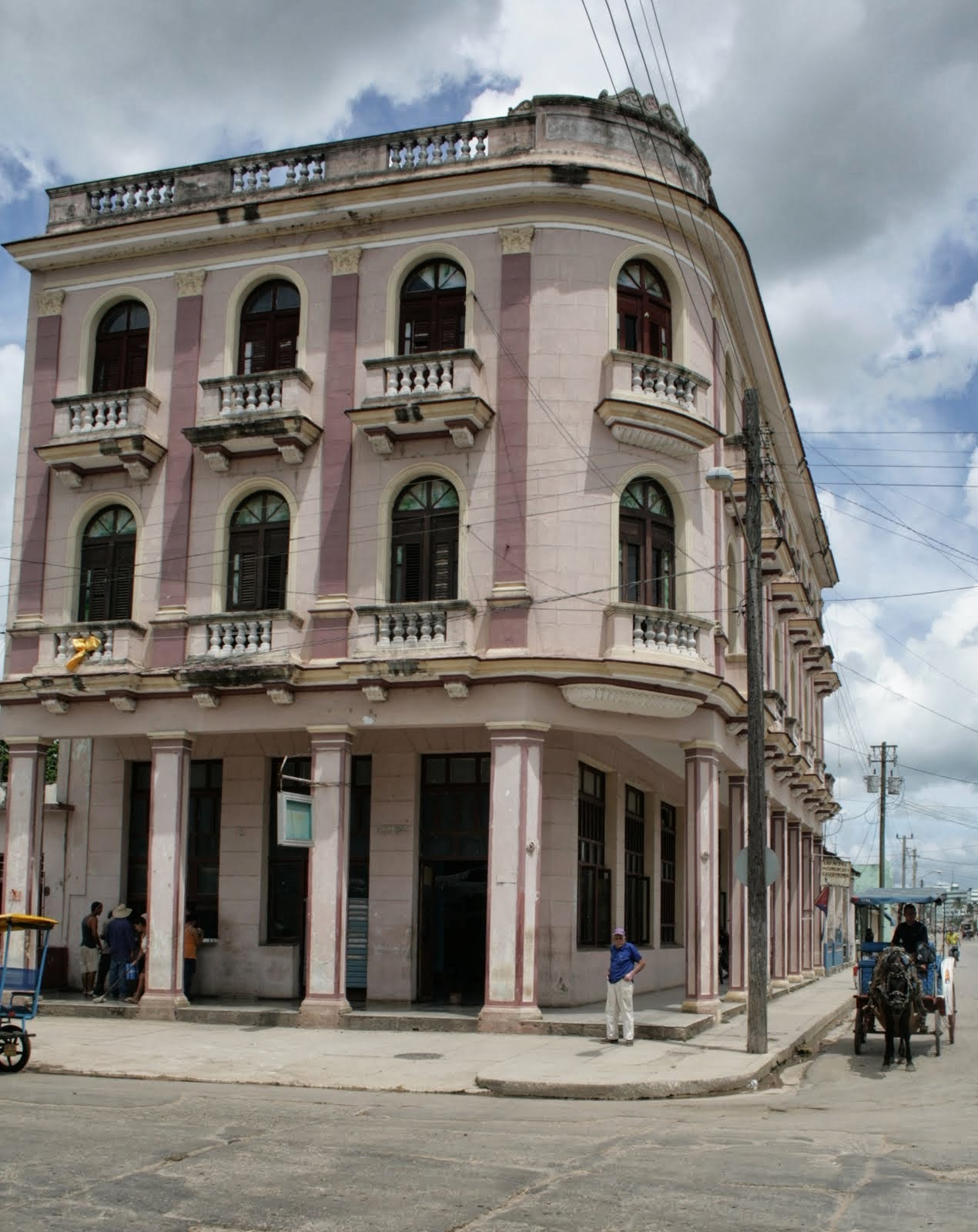
Hotel Nuevo Continental European style building
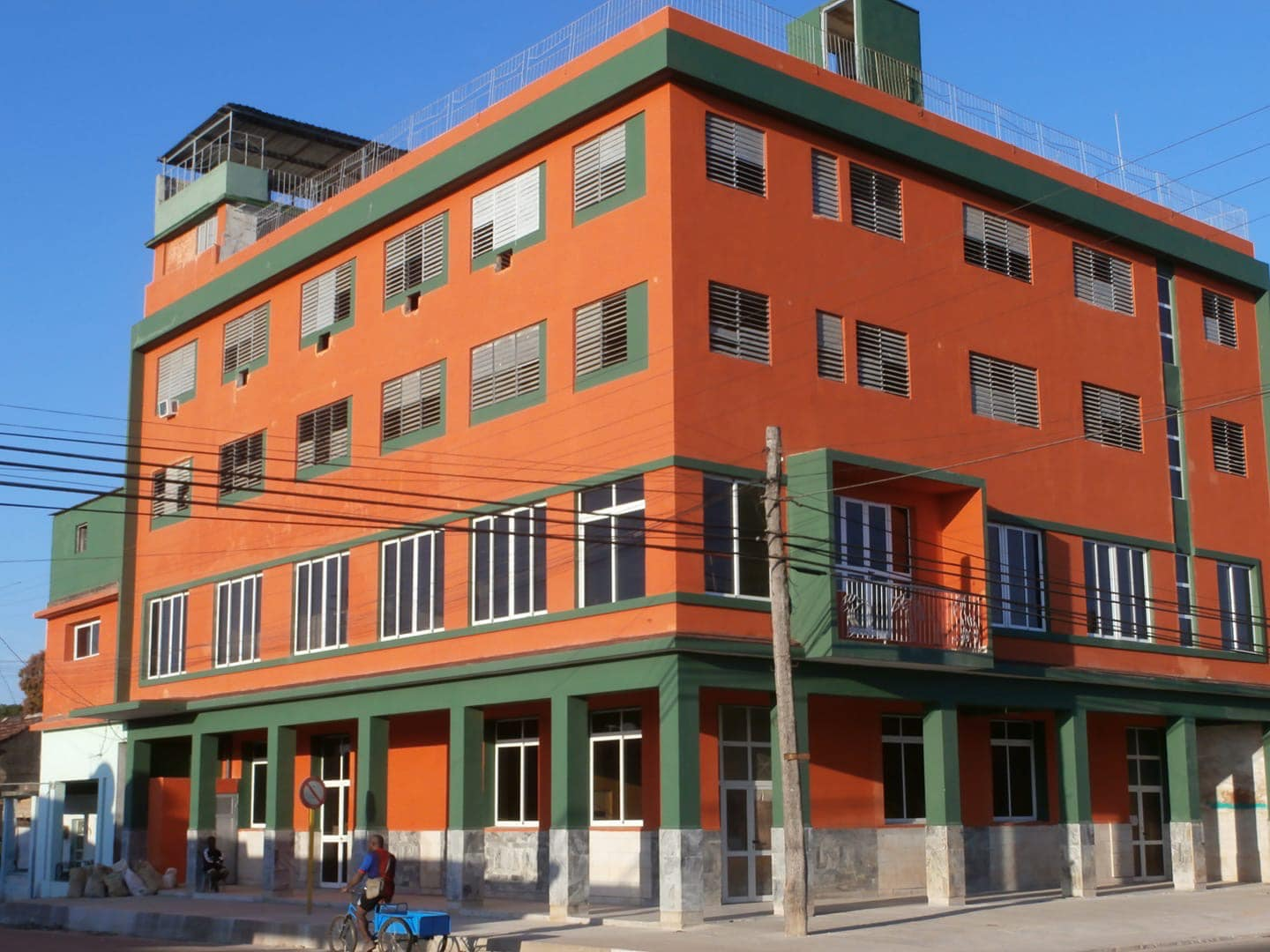
Caridad Hotel of Colón
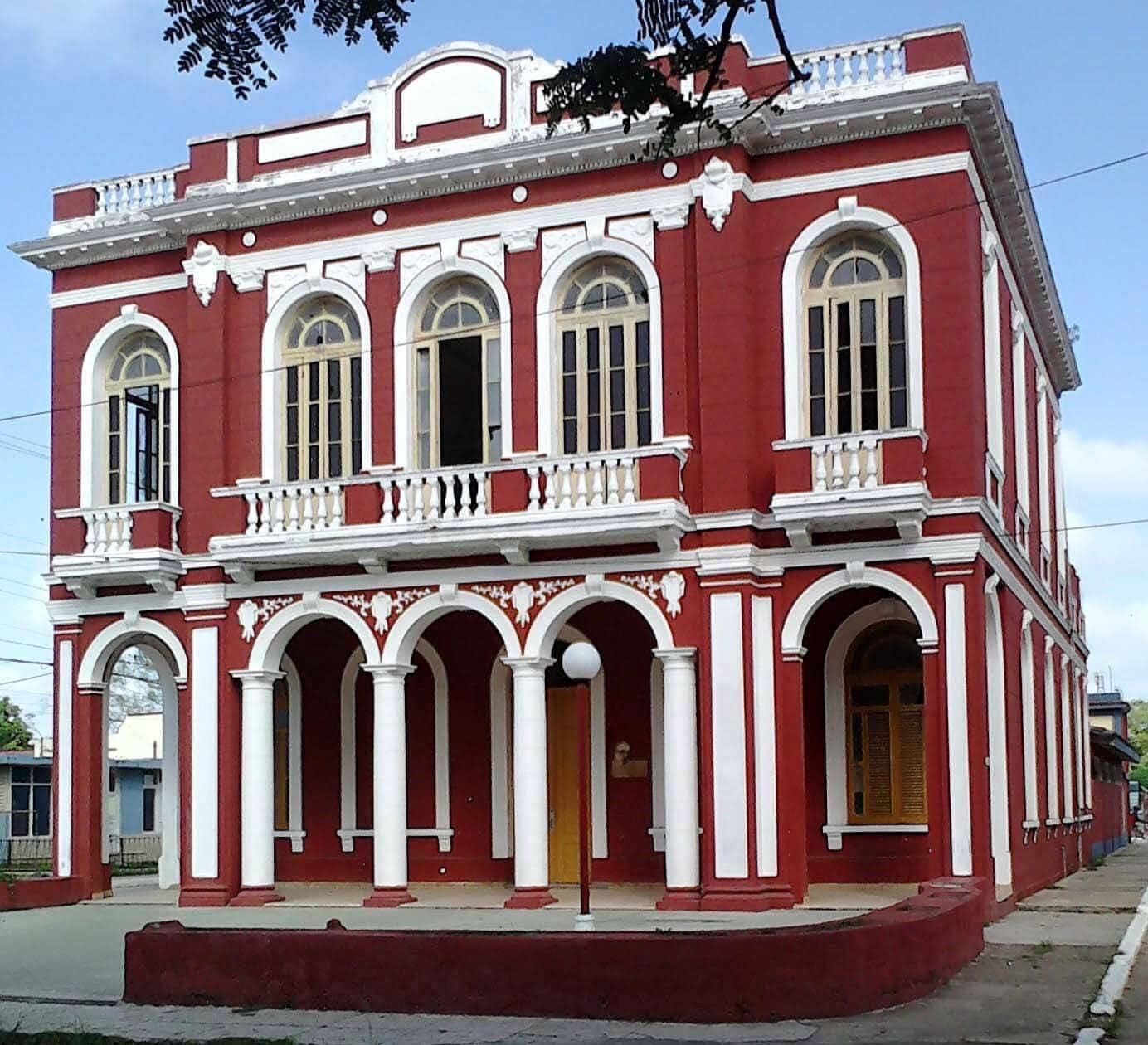
Cuban Lyceum in Ricardo Trujillo Street in Colón, Matanzas, Cuba. Founded in 1926
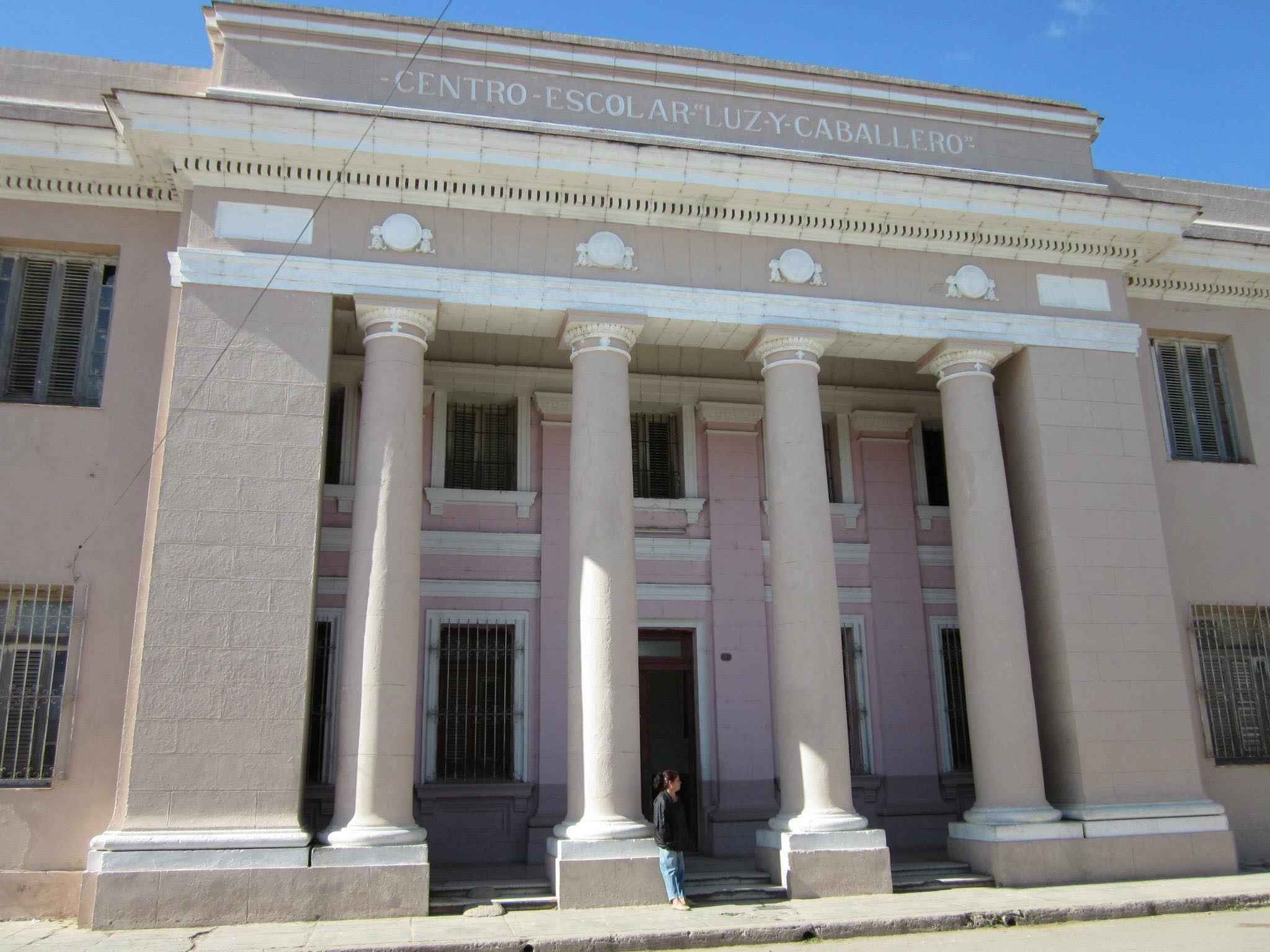
Escuela Luz y Caballero in Calixto García in Colón City, Matanzas Province, Cuba
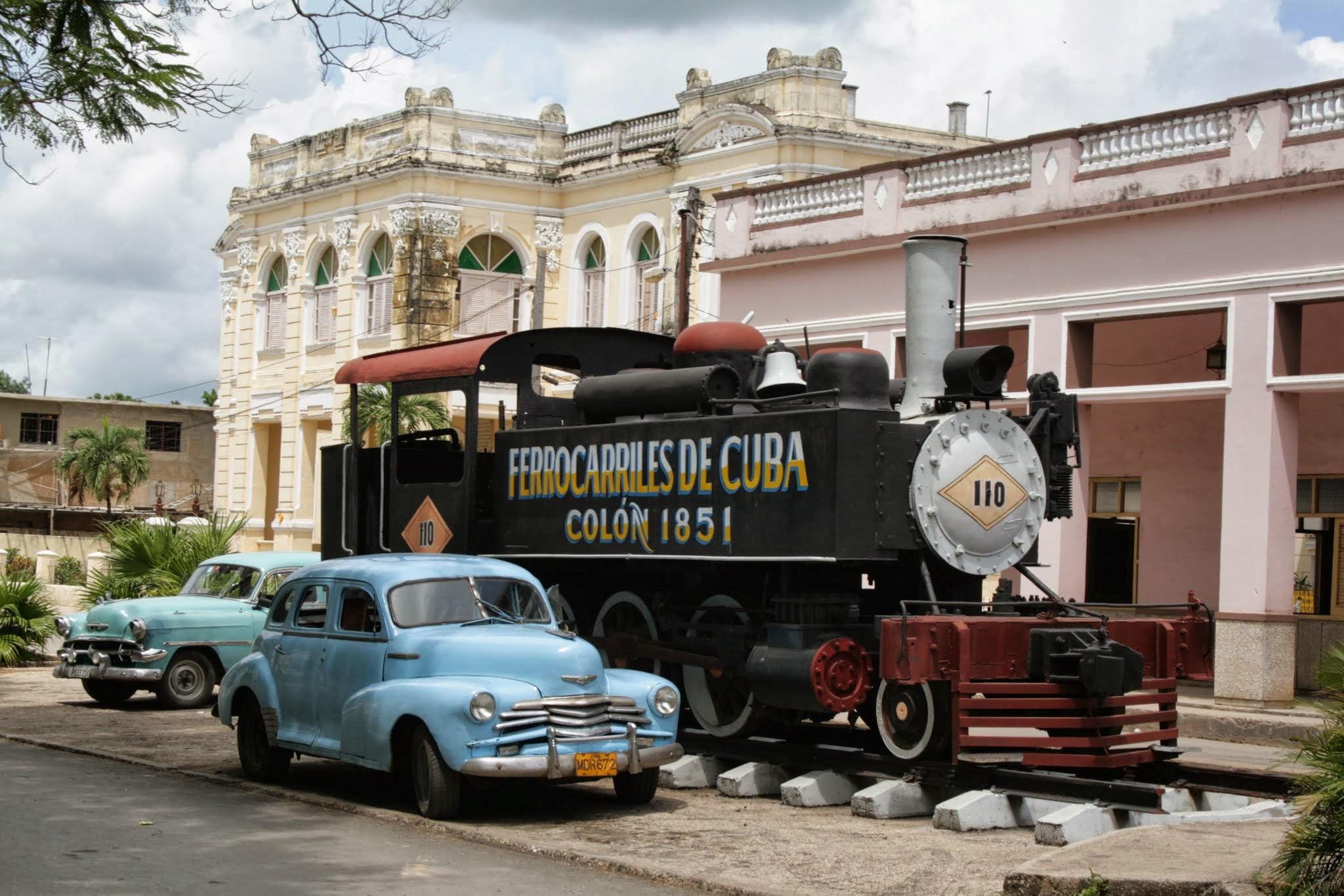
Colón train display model at Gonzalo of Quesada Street
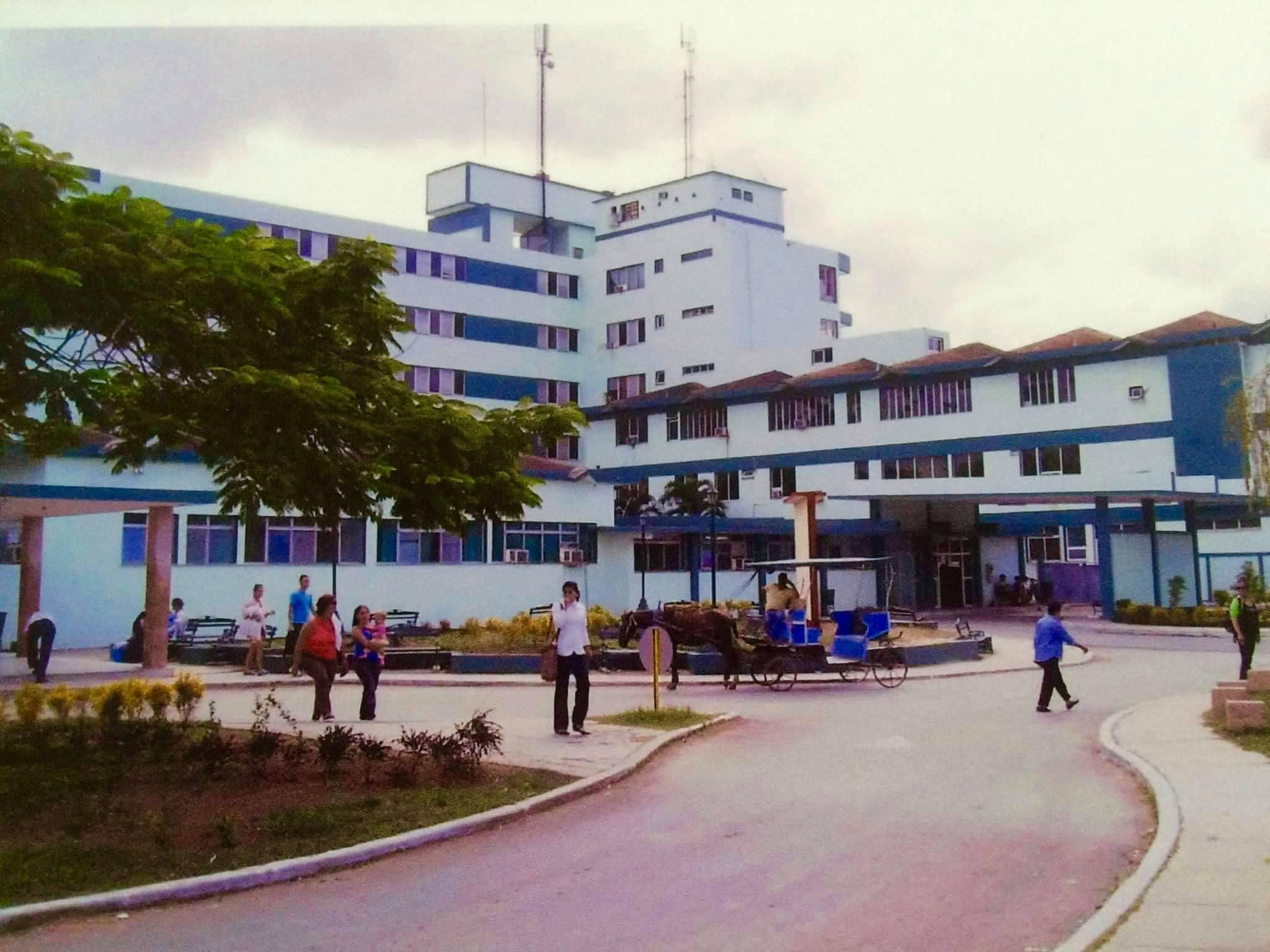
Hospital Docente Regional Mario Muñoz in Colón City
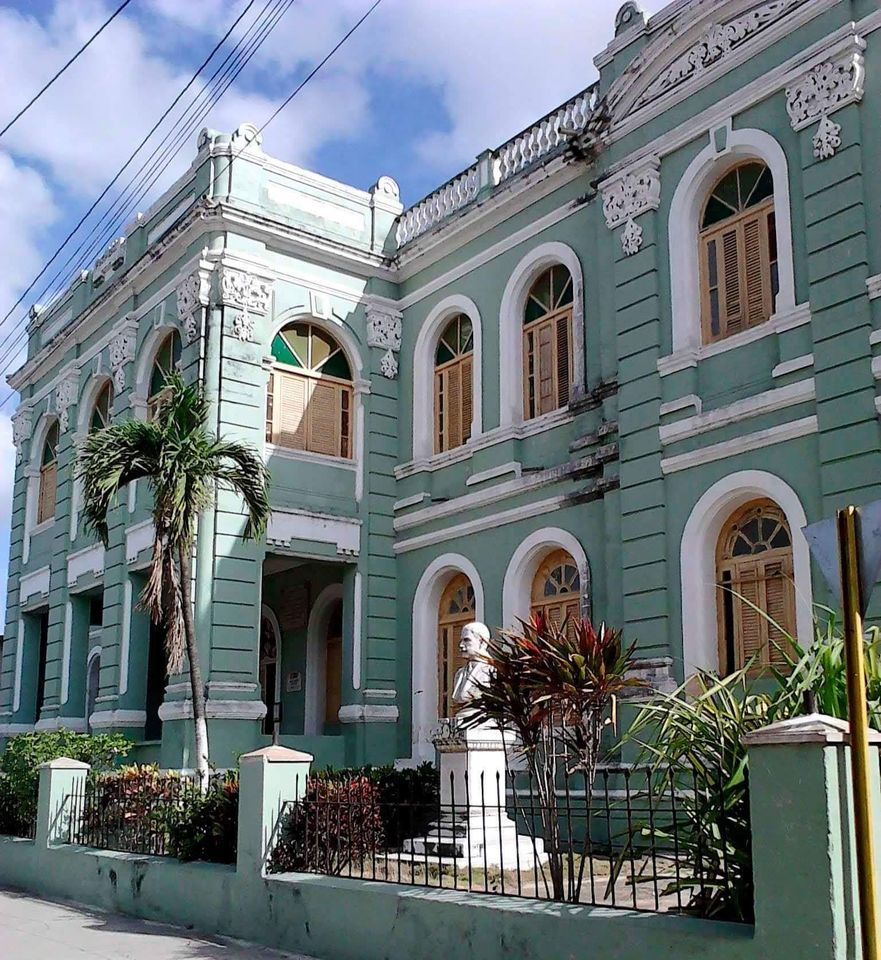
Shool of Arts & Trade at Gonzalo of Quesada Street in Colón City, Matanzas Province, Cuba
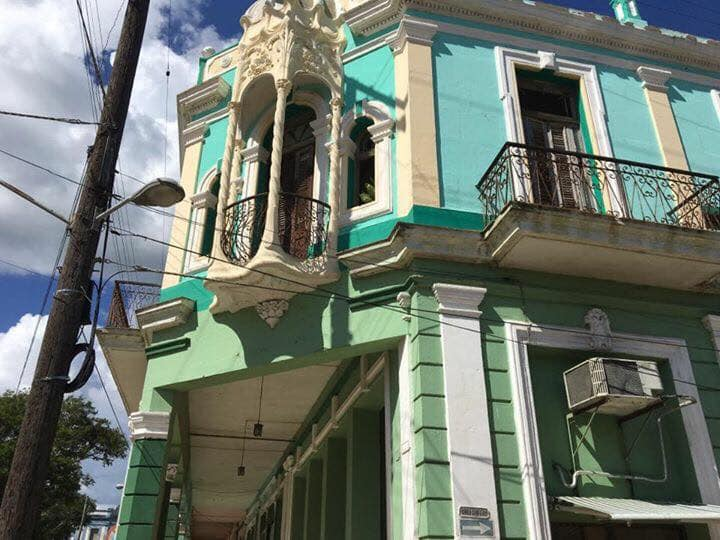
Areces Bank at Real & Camilo Cienfuegos Street- Art Noveau Balcony, Colón City, Cuba
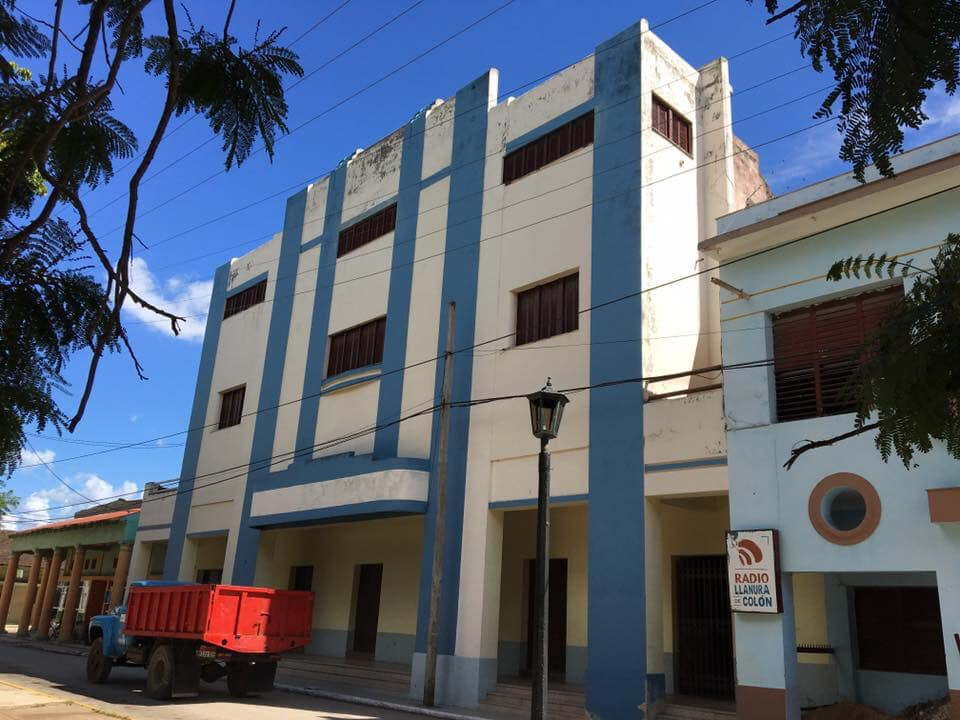
Canal Theatre in Colón, Cuba
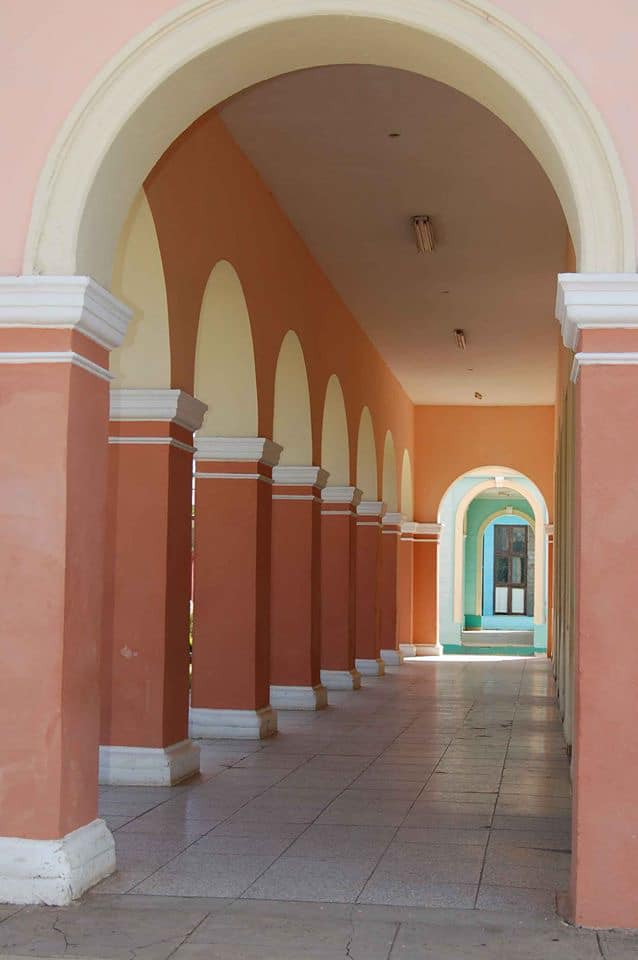
Town hall Municipal government in Colón, Cuba
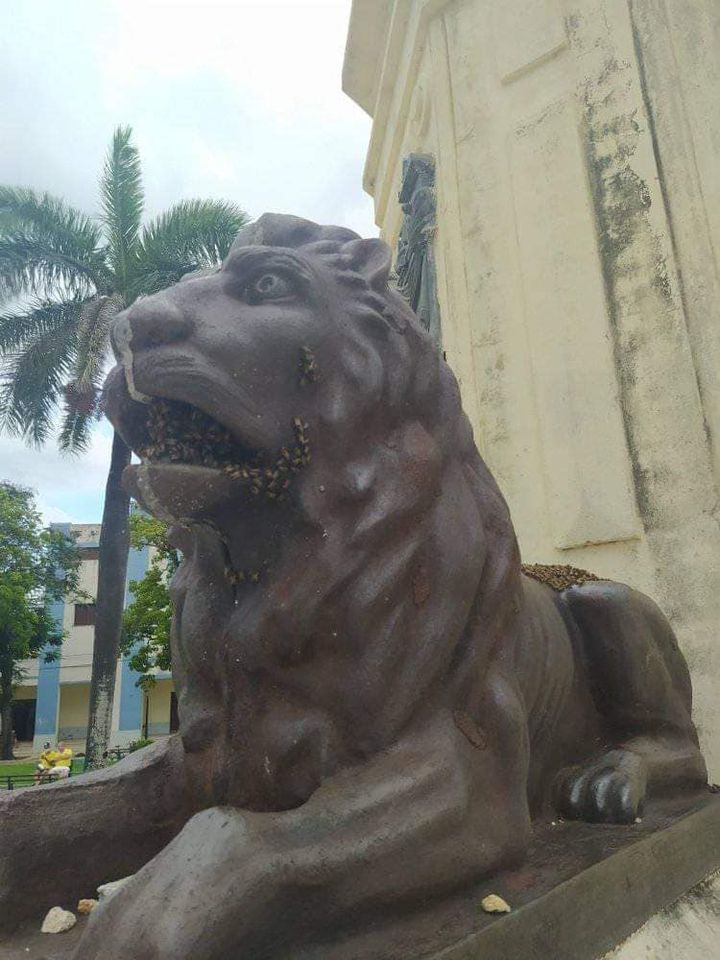
Lion Bronze Statue in Colón, Cuba
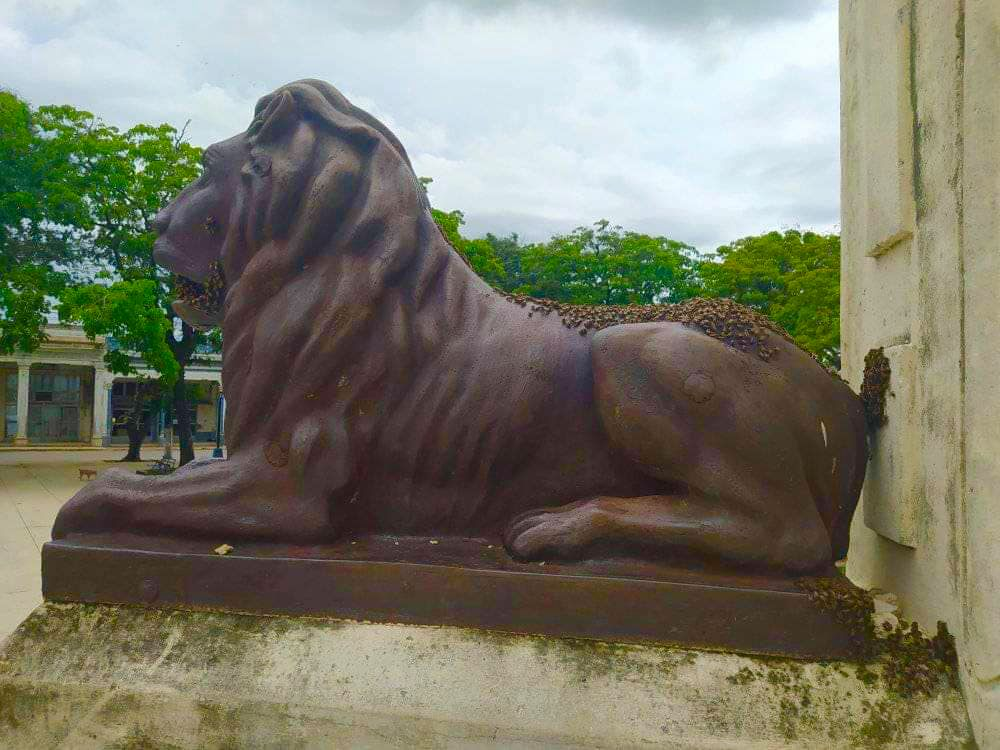
Lion Bronze Statue and part of Christopher Columbus Statue Monument in Colón, Cuba
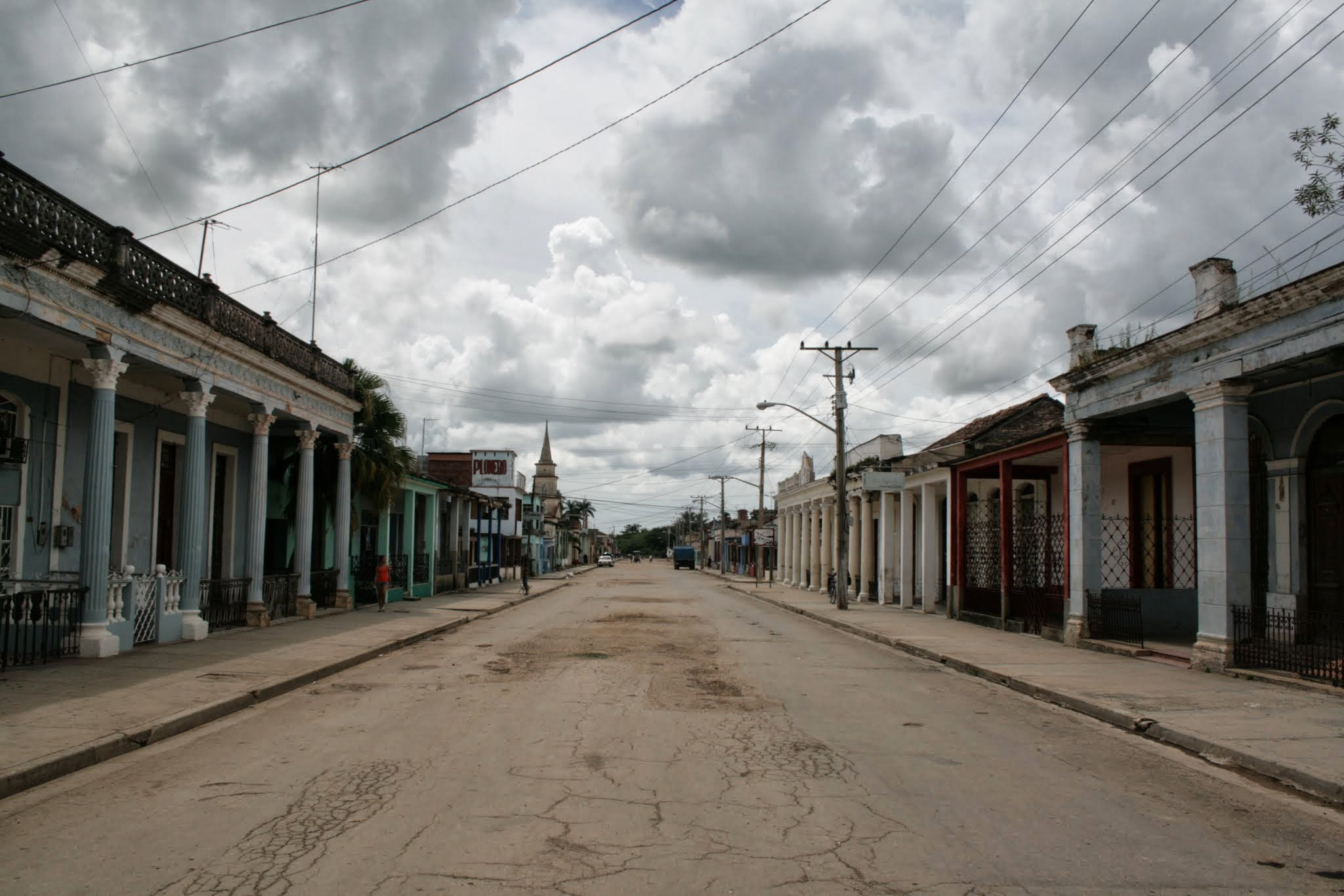
Colón Diago street
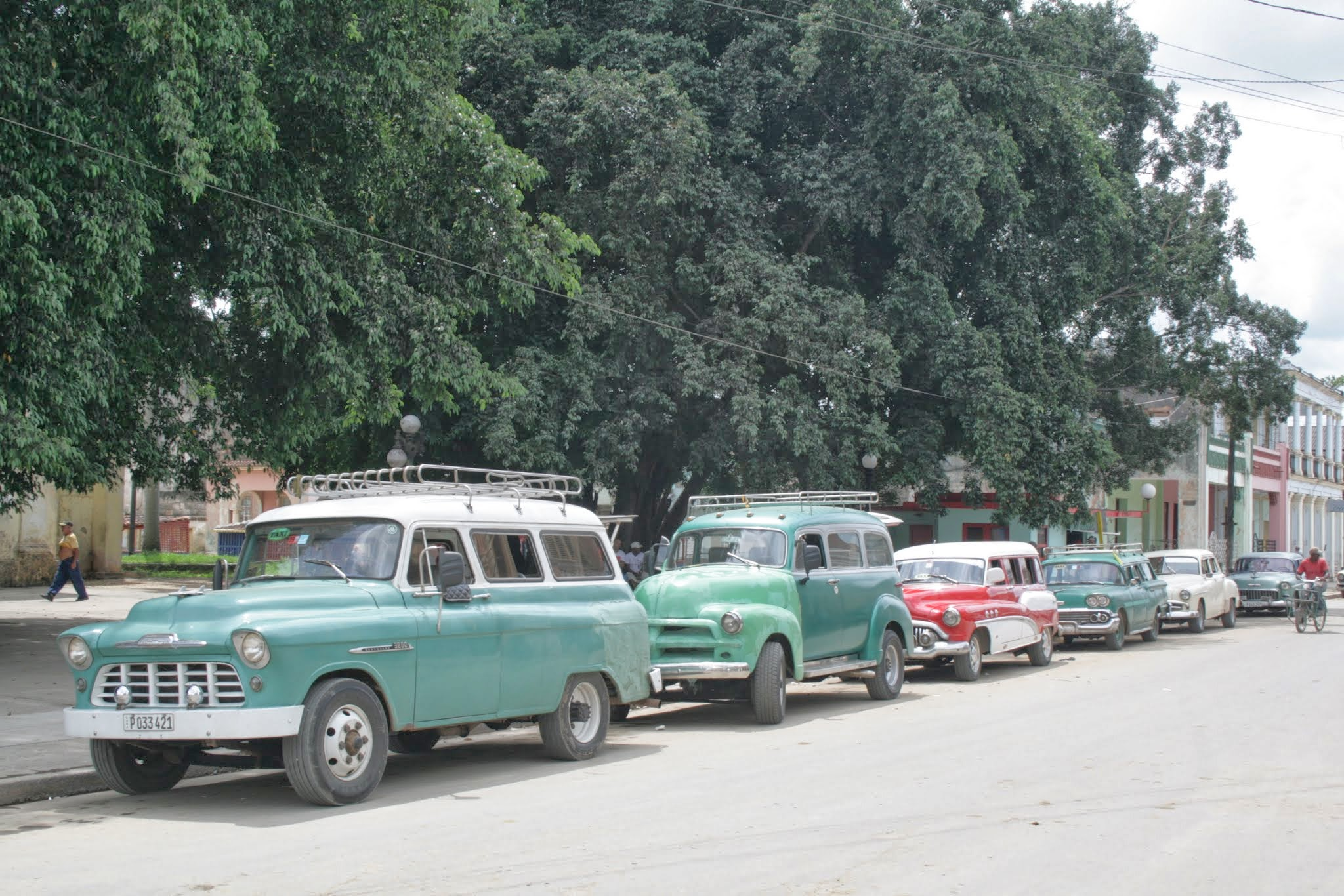
Classic automobiles in Colón
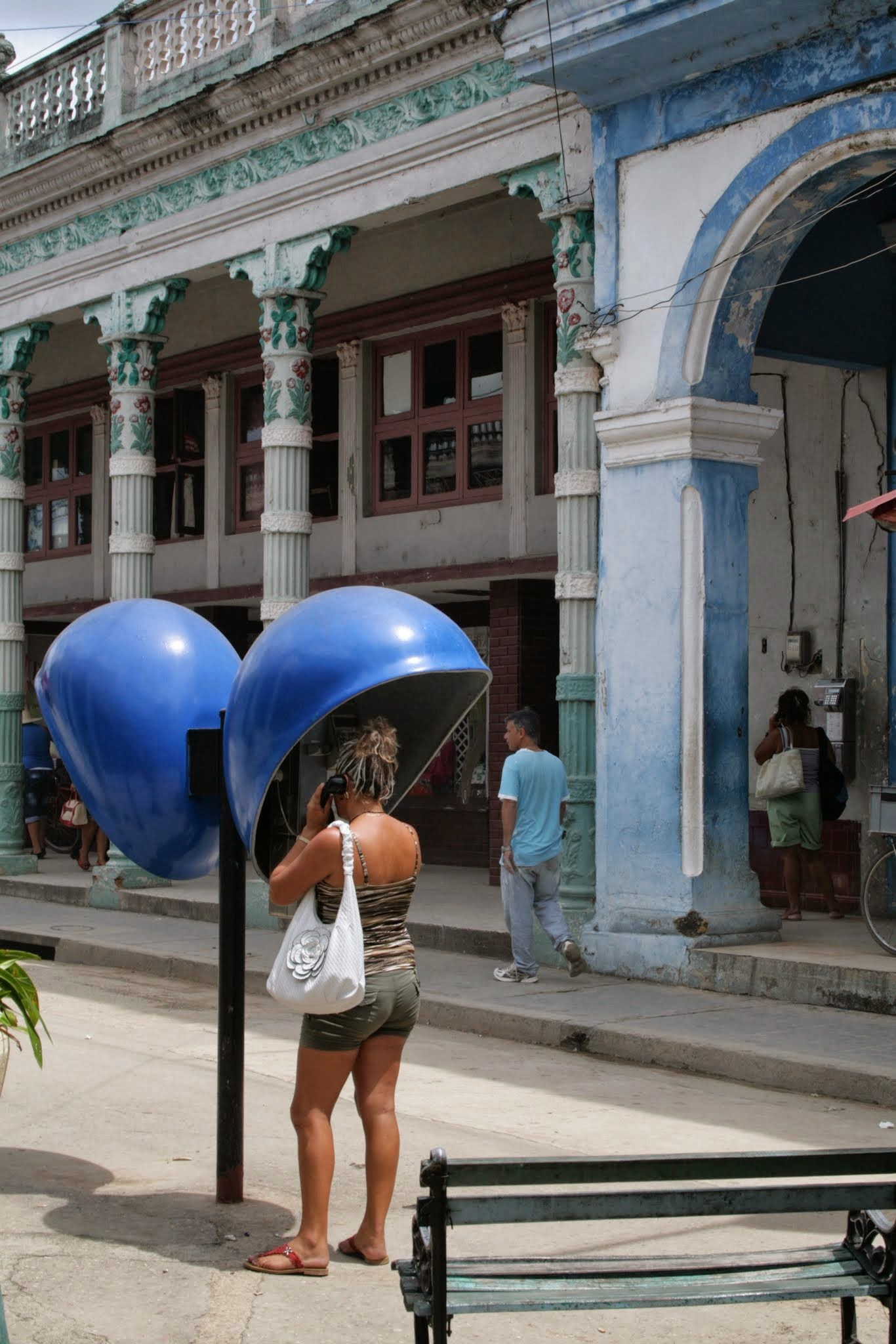
José Martí Street in Colón